# بید علفی ساحلی
بید علفی ساحلی، علف خر ساحلی (نام علمی: Epilobium ponticum) نام یک گونه (زیست‌شناسی) از سرده بید علفی است.